# Jorun Thørring
Jorun Elise Thørring Loennechen, född 14 maj 1955 i Tromsø, är en norsk läkare (specialist inom gynekologi) och författare. Som författare skriver hon under namnet Jorun Thørring.
Thørring debuterade med kriminalromanen Skyggemannen 2005. Hennes böcker är översatta till svenska, danska, nederländska och tyska.

## Priser och utmärkelser
- Havmannprisen 2007, för Tarantellen[3]